# Guillem Salusi IV de Càller
Guillem Salusi IV fou fill de Jordina de Càller i d'Obert marquès de Massa i Còrsega (jutges 1188-1189) i net de Constantí Salusi III de Càller. A la mort (1188) de la filla gran de Constantí Salusi III i del seu espòs Pere de Càller-Torres a la presó (estaven empresonats pels pisans perquè havien volgut ocupar el jutjat amb ajut dels genovesos) i d'Obert de Massa (1189), la noblesa del jutjat va proclamar a Guillem, fill de Jordina que era la segona filla de Constantí Salusi III. El 1194 va atacar el jutjat de Torres i va ocupar Goceà on va fer presonera la dona de Constantí II de Torres, la catalana Prunisinda, que va morir l'any següent a la presó de Santa Igia (capital del jutjat) a causa de les privacions i maltractes. El 1195 Constantí de Torres va atacar Santa Igia sense èxit. El 1195 Guillem va atacar Arborea derrotant el conjutge Pere I d'Arborea i va fer fugir a l'altre conjutge Hug I d'Arborea, avançant cap Oristany, fins que Arborea va demanar la pau cedint les terres de Marmilla i altres ciutats de frontera. Vers el 1206 va entrar a Gallura però la jutgessa Elena de Lacon es va casar amb Lambert Visconti i va poder rebutjar l'atac (1207). Estava casat en primeres noces amb Adelàsia Malaspina i en segones amb Gisiana de Capraia o Borgundione i només va deixar tres filles: Beneta de Massa, casada amb Barisó II d'Arborea, Agnès de Massa casada amb Marià II de Torres, i Preciosa de Massa (més coneguda com a Preciosa de Lacon), casada amb Hug I d'Arborea de Bas-Serra. Va morir el 1214 i la successió va correspondre a Barisó II d'Arborea.